# Ivan Diaconu
Ivan Diaconu (ur. 21 września 1976) – mołdawski zapaśnik walczący w stylu wolnym. Olimpijczyk z Sydney 2000, gdzie zajął szóste miejsce w wadze półśredniej.
Zajął dziewiąte miejsce na mistrzostwach świata w 1999. Szosty na mistrzostwach Europy w 2001 roku. 

## Letnie Igrzyska Olimpijskie 2000
| Konkurencja | Eliminacje           | Eliminacje            | Eliminacje               | Eliminacje              | Klas. końcowa |
| Konkurencja | Przeciwnik I         | Przeciwnik II         | 1/4                      | o 5 miejsce             | Miejsce       |
| ----------- | -------------------- | --------------------- | ------------------------ | ----------------------- | ------------- |
| -69 kg      | Zaza Zazirow (UKR) Z | Takahiro Wada (JPN) P | Lincoln McIlravy (USA) P | Yosvany Sánchez (CUB) P | 6.            |